# آخرین موهیکان (فیلم ۱۹۶۸)
آخرین موهیکان (رومانیایی: Ultimul mohican) یک فیلم وسترن به کارگردانی ژان درویل، پیر گاسپار-ویت و سرجیو نیکلائسکو است که در سال ۱۹۶۸ منتشر شد. از بازیگران آن می‌توان به هلموت اشنایدر اشاره کرد.